# Denis Van Hecke
 (avril 2012).
Si vous disposez d'ouvrages ou d'articles de référence ou si vous connaissez des sites web de qualité traitant du thème abordé ici, merci de compléter l'article en donnant les références utiles à sa vérifiabilité et en les liant à la section « Notes et références ».
Denis Van Hecke est un violoncelliste éclectique, auteur-compositeur-interprète, né à Bruxelles le 1er février 1951 dans une famille de musiciens et mort le 9 janvier 2012.

## Biographie
Il commence à jouer du violoncelle à 6 ans avec son père, violoncelliste. L’année d’après, il entre à l’Académie de Bruxelles pour étudier le violoncelle, le solfège et la musique de chambre. Il étudie au Conservatoire royal de Bruxelles de 1965 à 1968, reprend des études de 1973 à 1975 au Conservatoire royal de Mons où il obtient le Premier Prix de Musique de Chambre et de Solfège.
Il a 16 ans quand il monte sur scène pour la première fois avec David Mc Neil au théâtre 140, à Bruxelles.
En 1969, il part en tournée avec le groupe Wallace Collection en France, en Belgique, au Portugal et en Espagne. À son retour, il commence les premières expériences d’électrification du violoncelle, repart en tournée, en Espagne, avec le groupe Los Canarios (es).
À Madrid, un luthier lui construit son premier violoncelle électrique.
Entre 1972 et 1976, il joue dans l’Orchestre national de Belgique et le Philharmonique de la Radio Télévision Belge. Il fonde parallèlement le groupe Blue Rock avec lequel il enregistre et tourne en Belgique et en France. Il se produit également aux Pays-Bas avec le groupe américano-portugais Sail-Joia.
Lors d’une tournée de Blue Rock en France, en 1976, il fait la rencontre de Pierre Vassiliu avec lequel il joue en duo et autres formations durant 5 ans et enregistre plusieurs albums.
À la même époque, il tourne avec Bernard Lubat en duo ou avec la Compagnie Lubat, avec Confluence et le Swing Strings System de Didier Levallet sans abandonner la Belgique où il enregistre avec Aqsak Maboul de Marc Hollander et Vincent Kenis, et avec le groupe Julverne.
Il commence aussi les concerts en solo, les concerts en duo avec le pianiste belge Frank Wuyts, avec qui il forme Musique Flexible.
Il s’installe à Paris en 1980. Il rencontre Jacques Higelin, avec qui il travaille pendant 4 ans, accompagné de son complice et ami Frank Wuyts aux claviers. Il enregistre, entre autres, le fameux triple album live Higelin à Mogador.
En 1983, Musique Flexible joue en Belgique et en France en quintet avec notamment Nicolas Fiszman à la basse puis en trio acoustique avec Michel Berckmans au basson, par ailleurs membre fondateur du groupe Univers Zéro.
Dans les années qui suivent, jusqu’en 1997, Denis Van Hecke participe aux concerts et tournées, notamment, de Catherine Lara, de John Greaves, de Didier Malherbe, de Dick Annegarn avec qui il crée Le belge Imaginaire (duo pataphysique), et Barre Phillips, Celestrial Communication Orchestra d’Alan Silva, François Cotinaud, Tierra Del Fuego, Culture Collision, André Burton, Xavier Lacouture, Didier Odieu, Jehan, Gianmaria Testa.
Parallèlement, à cette même période, il rencontre des metteurs en scène et des chorégraphes qui le sollicitent pour participer à leurs créations en créant la musique et en les accompagnant sur scène avec son violoncelle acoustique ou électrique. Parmi les plus connus on retiendra Michel Galabru, Henri Ronse, Patrice Fincoeur, Jean-Paul Tribout, Jacques Labarrière, Carolyn Carlson…
Le travail accompli avec ces différents créateurs le stimule dans ses recherches et concerts en solo.
C’est en 1990 que Denis Van Hecke met au point son deuxième violoncelle électrique — cette fois un cinq cordes, avec son luthier, Gilles Chancereul  — et met en scène en scène, dans la foulée, son solo autobiographique « Escapades et Décalages » où cinq violoncelles l’accompagnent.
En 1997, il participe à une création de musique contemporaine de Fabien Tehericsen.
1998 marque une rupture à la suite d'un accident à la main. C’est Vincent Trouble, en trio avec Thierry Roques à l’accordéon, qui le remet en selle.
Dans les années 2000, il rencontre Marie Chasles et crée avec elle le spectacle : « Riposte » présenté au concours de la Biennale de la chanson française où ils seront finalistes.
Il accompagne aussi Vanina Michel, notamment dans un spectacle monté à partir de textes inédits de Jacques Prévert, en trio avec Diabolo à l’harmonica. Il joue également avec Nadine Rossello en concert.
Début 2007, Denis Van Hecke accompagne la chanteuse Christiane Stefanski en tournée en Belgique.
En 2008, il reprend Musique Flexible en duo avec Frank Wuyts.

## Discographie
- 1975-1977 : Blue Rock - 45 tours :
  - This is Blue Rock / EMI
  - Bye, Bye Johnny
  - The lost Generation
  - Rockin’ the blues
- 1976 : Cos  – Charles Loos – Viva Boma / IBS-Fluide Records
- 1976-1981 : Pierre Vassiliu :
  - Tais-toi (45 tours) / Barclay
  - Déménagements / Barclay
  - Vassiliu (Toute nue) / RCA
  - Présentement (live) / RCA
  - Le Cadeau / RCA
- 1977 : Sunhouse / JW’s Records
- 1977 : Sail Joïa / Philips
- 1977 : Nuit câline à la villa mon rêve (Michel Moers) / IBC
- 1977-1980 :Aksak Maboul (Marc Hollander - Vincent Kenis) / Crammed Discs :
  - Onze danses pour combattre la migraine
  - Un peu de l’âme des bandits
- 1978 : Confluence (Didier Levallet), Chroniques terrestres / RCA
- 1979 : The Balladers (Kirsten an Bernd) / KIBE
- 1979 : Swing Strings System (Jean-Charles Capon, Christian Escoudé, Siegfried Kessler, Didier Levallet, D. Lockwood, Bernard Lubat, Jean-Yves Rigaud, Evidence / Frémeaux&Associés
- 1979-1980 : Julverne (Pierre Coulon - Jeannot Gillis) :
  - Coulonneux / IBC
  - A neuf / Crammed Discs
- 1980 : Fred Frith, Gravity / Ralph Records
- 1980-1982 : Jacques Higelin :
  - Higelin à Mogador (triple album live) / Pathé Marconi-EMI
  - Higelin '82 / Pathé Marconi-EMI
- 1981 : Sapho, Le paris stupide / Pathé Marconi-EMI
- 1982 : Cécil Maury, Sentimenteur / Pathé Marconi-EMI
- 1984 : John Greaves, Parrot Fashions / Europa Records
- 1986 : Cellophony (avec Armand Frydman) / Koka Media
- 1986 : Résistance (Eric Ferrand), Between two lights / Infrastition
- 1988 : Malavoi, Jou Ouvé / Flarenasch
- 1991 : Marie-Laure Béraud, Turbigo 12-12 / BMG
- 1994 : Xavier Lacouture, Calme et Volupté
- 1994 : Marcia Maria, Passion / Igloorecords
- 1996 : Didier Odieu, T’es qui toi ? / Disques Dreyfus
- 1996 : Jehan, Paroles de Dimey
- 2001 : Marie Chasles, Psyché / Sergent Major
- 2002 : Nadine Rossello, Entre Corse et Italie
- 2005 : Karen & Gil, Karen & Gil/ Autoproduction
- 2006 : Ismaël Lo, Sénégal / Universal
- 2012 : Ablaye and the Links, Parlons entre nous